# Ilmari Pernaja
Kustaa Ilmari Pernaja (Kymi, 10 febbraio 1892 – Rauma, 20 luglio 1963) è stato un ginnasta finlandese.

## Palmarès

### Olimpiadi
- 1 medaglia:
  - 1 argento (Stoccolma 1912 nel concorso libero a squadre)